# Yoshitaka Watanabe
Yoshitaka Watanabe (渡辺 佳孝 Watanabe Yoshitaka?), född 18 april 1973 i Miyagi prefektur, är en japansk före detta fotbollsspelare.
Watanabe började sin karriär 1996 i Brummell Sendai (Vegalta Sendai). Han avslutade karriären 1999.